# Suuri-Miela
Suuri-Miela är en sjö i kommunen Ilomants i landskapet Norra Karelen i Finland. Sjön ligger 174,3 meter över havet. Den är 6,6 meter djup. Arean är 65 hektar och strandlinjen är 5,97 kilometer lång. Sjön  ingår i Vuoksens huvudavrinningsområde.   Den ligger omkring 55 kilometer nordöst om Joensuu och omkring 430 kilometer nordöst om Helsingfors. 